# Ejército Bolivariano
El Ejército Bolivariano (EB) es uno de los cinco componentes de la Fuerza Armada Nacional Bolivariana (FANB), que se encarga de las operaciones terrestres y protección de las fronteras territoriales de Venezuela, contando con presencia e influencia en la totalidad del territorio nacional venezolano. Es el segundo más numeroso del país en personal militar, tras la Milicia Bolivariana (MB)
Su comandante es el Mayor General M/GJosé Murga Baptista.  Como organismo depende directamente del Ministerio del Poder Popular para la Defensa, a las órdenes del Comandante General y del Presidente de la República en su posición de Comandante en Jefe de la Fuerza Armada Nacional Bolivariana. Se divide en seis partes de combate y cuatro comandos; de operaciones, logístico, de educación y de la Aviación del Ejército.
Los oficiales de comando, tropa y técnicos pertenecientes al Ejército Bolivariano, egresan de las diferentes academias, como la Academia Militar del Ejército Bolivariano, Academia Militar de Oficiales de Tropa C/J Hugo Rafael Chávez Frías, Academia Técnica Militar Bolivariana y Academia Militar de Medicina de la Universidad Militar Bolivariana de Venezuela. Mientras que los oficiales asimilados, los sargentos (tropa profesional) y tropa alistada, de las escuelas de formación.

## Historia
Con el inicio del movimiento independentista el 19 de abril de 1810 y la consiguiente guerra en el país, se crea en 1810 por decreto de la Junta Suprema de Caracas una academia militar para la formación de oficiales para la causa republicana. La reacción realista no se hace esperar y para 1812 la Primera República es disuelta. La guerra prosigue hasta 1824 con éxitos y fracasos en cada lado. El 7 de agosto de 1819, el ejército de la Nueva Granada, al mando del Libertador Simón Bolívar, derrota a las tropas realistas al mando del general José María Barreiro en la Batalla de Boyacá, siendo la primera república de las llamadas bolivarianas en obtener su independencia del Reino de España, día que se conmemora como del Ejército de la República de Colombia.
El ejército libertador, cuyo núcleo central son los batallones de infantería Rifles, Voltígeros, Vencedores, Legión Británica, más los contingentes de lanceros Bravos de Apure del general José Antonio Páez. Estos contingentes, conformados mayoritariamente por tropas colombo venezolanas bajo la dirección suprema del Libertador Simón Bolívar, libran ahora como parte de la Gran Colombia la campaña de Venezuela. El 24 de junio de 1821 los republicanos obtienen en el Campo de Carabobo  una decisiva victoria sobre los realistas y en su honor hoy se celebra como día del Ejército de Venezuela. Luego se inicia la Campaña del Sur en las cuales dichas tropas, bajo el mando del mariscal Antonio José de Sucre, se gana la libertad para Ecuador en la Batalla de Pichincha, Perú, en la Batalla de Junín y Alto Perú (hoy Bolivia) en la Batalla de Ayacucho.
Una vez separada Venezuela de la Gran Colombia en 1830, el país pasa por periodos de gran inestabilidad y guerras civiles a lo largo del siglo XIX, que llevan al final del ejército profesional y en su lugar surge la figura del caudillo regional que organiza sus montoneras para combatir en guerras civiles intestinas. Esta precaria situación termina cuando en 1899 llega Cipriano Castro al poder y sienta nuevamente las bases para un ejército profesional, que profundiza su sucesor Juan Vicente Gómez.

### SigloXX

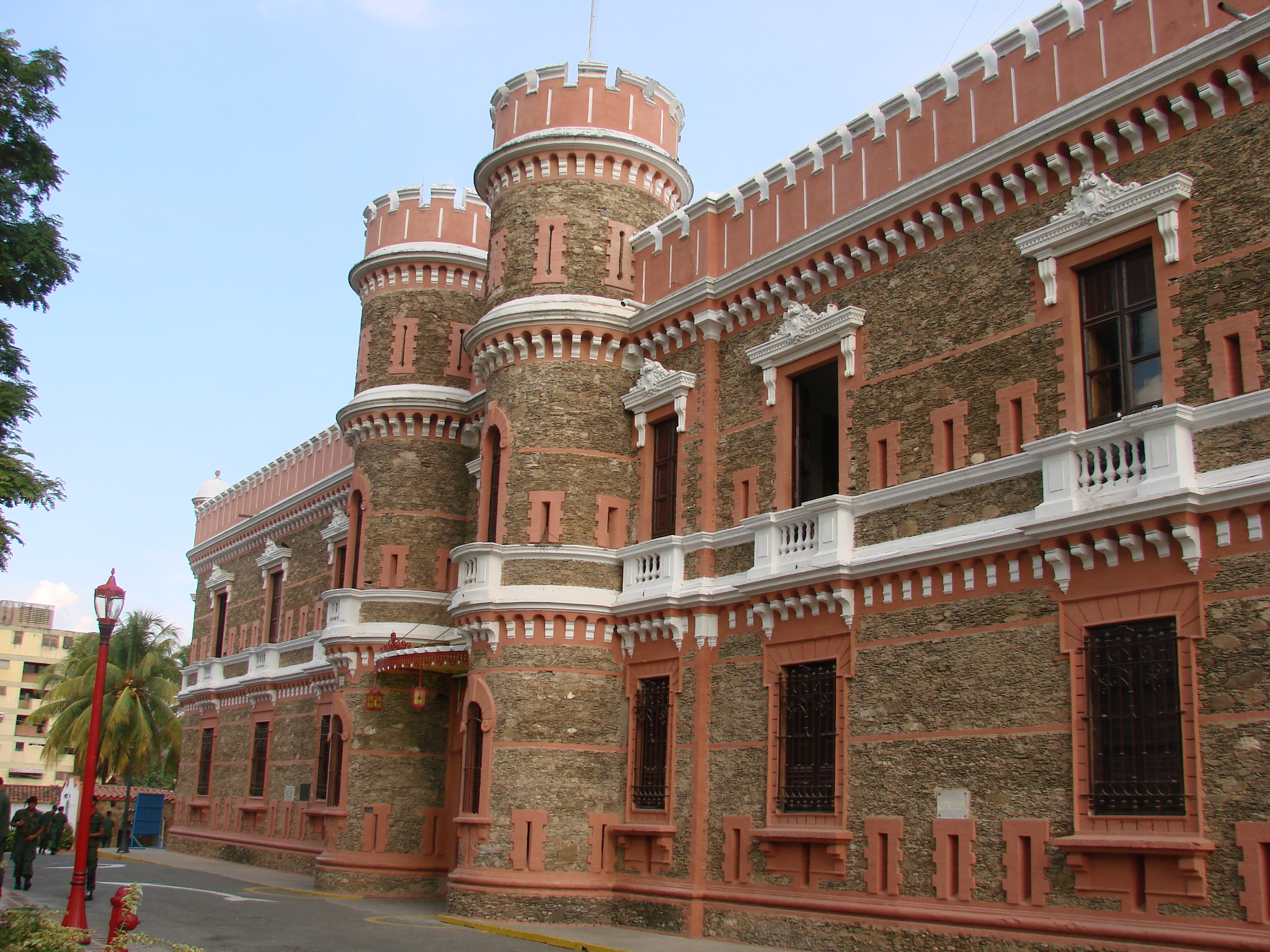
Cuartel Mariano Montilla, sede de la Escuela de Tropas Profesionales del Ejército General "José Félix Ribas".

El ejército siguió una línea creciente de modernización y profesionalización a lo largo del siglo XX, bajo el modelo prusiano. Posteriormente a la muerte de Gómez y la inestabilidad que le siguió, el ejército tomó partido en la política de la época observándose en el período de 1940-1958 un dominio de sectores militaristas en la política del país, dando tres golpes de Estado en 1945, 1948 y en 1958 en la dictadura del general Marcos Pérez Jiménez, en el marco de la Guerra Fría. Con el derrocamiento del dictador y la vuelta a la democracia, las acciones más significativas que involucraron al ejército fueron el combate de las guerrillas marxistas leninistas de las FALN, integradas por activistas del Partido Comunista de Venezuela y el MIR que tuvieron gran actividad en los años 60, así como el despliegue de tropas venezolanas en una misión de paz de la ONU en Nicaragua; la represión de saqueos a la propiedad privada durante los episodios del "Caracazo" en febrero de 1989 y los fallidos golpes de Estado de Hugo Chávez en abril y noviembre de 1992.

### SigloXXI
Ya en el siglo XXI, el Ejército Bolivarino ha experimentado un crecimiento sin precedentes, incorporando material bélico procedente mayormente de Rusia en casi todos los segmentos de su arsenal, permitiendo una modernización casi total de la fuerza. En las últimas tres décadas ha tenido que enfrentar el desbordamiento hacia Venezuela del conflicto interno colombiano.

## Material de guerra
|               |
| S-300VM Rusia |

|                  |
| BM-21 Grad Rusia |

|                    |
| BM-30 Smerch Rusia |

|              |
| T-72B1 Rusia |

|             |
| BMP-3 Rusia |

|                |
| MBUK-M2E Rusia |

|                        |
| S-125 Pechora-2M Rusia |

|              |
| BTR-80 Rusia |

|            |
| 2S19 Rusia |

| Bandera de Francia |
| AMX-13 Francia     |

## Desfiles y otras conmemoraciones
Son varias las fechas que están establecidas para escenificar desfiles o paradas militares con la participación de unidades del Ejército Libertador.
- 12 de febrero: Desfile en conmemoración de la “Batalla de la Victoria”, en la ciudad de La Victoria, Estado Aragua.(12 de febrero de 1814)
- 19 de abril: Día de la Proclamación de la Independencia de Venezuela(19 de abril de 1810.)
- 24 de junio: Aniversario de la batalla de Carabobo y día del Ejército Venezolano, en el Campo Inmortal de Carabobo, estado Carabobo. (24 de junio de 1821)
- 5 de julio:  Firma del Acta de Independencia de Venezuela. desfile del Día de la Independencia y Día de la Fuerza Armada Nacional en Caracas D.C.(5 de julio de 1811)
- 24 de julio: Natalicio del libertador Simón José Antonio de la Santísima Trinidad Bolívar Ponte Palacios y Blanco.(24 de julio de 1783)
- En el mes de julio: Se realizan tradicionalmente diversos actos de Graduación Conjunta, Pases a Retiro, Ascensos, Cambios de Mando e imposición de condecoraciones.
- 12 de octubre: celebración del día de la Resistencia Indígena, Decreto presidencial, 10 de octubre de 2002].
- 17 de diciembre: aniversario de la muerte de Simón Bolívar. (17 de diciembre de 1830)

## Formación
Los oficiales de comando, de tropa, técnicos y médicos cirujanos militares, pertenecientes al Ejército Bolivariano, egresan de las diferentes academias (Academia Militar del Ejército Bolivariano, Academia Militar de Oficiales de Tropa C/J Hugo Rafael Chávez Frías, Academia Técnica Militar Bolivariana y Academia Militar de Medicina) de la Universidad Militar Bolivariana de Venezuela (UMBV). Mientras que los sargentos, de las escuelas de formación.

## Grados jerárquicos

### Oficiales Técnicos y de comando
| Escala                                            | Oficiales Generales | Oficiales Generales | Oficiales Generales | Oficiales Generales |
| Rango                                             | General en Jefe     | Mayor General       | General de División | General de Brigada  |
| Abreviación                                       | G/J                 | M/G                 | G/D                 | G/B                 |
| ------------------------------------------------- | ------------------- | ------------------- | ------------------- | ------------------- |
| Parche patriota, presilla intercuartel y hombrera |                     |                     |                     |                     |

| Escala                                            | Oficiales Superiores | Oficiales Superiores | Oficiales Superiores | Oficiales Subalternos | Oficiales Subalternos | Oficiales Subalternos |
| Rango                                             | Coronel              | Teniente coronel     | Mayor                | Capitán               | Primer Teniente       | Teniente              |
| Abreviación                                       | Cnel                 | TCnel                | May                  | Cap                   | Ptte                  | Tte                   |
| ------------------------------------------------- | -------------------- | -------------------- | -------------------- | --------------------- | --------------------- | --------------------- |
| Parche patriota, presilla intercuartel y hombrera |                      |                      |                      |                       |                       |                       |

### Tropas Profesionales
| Rango                                           | Sargento Supervisor | Sargento Ayudante | Sargento Mayor de 1.ª | Sargento Mayor de 2.ª |
| Abreviación                                     | SS                  | SA                | SM1                   | SM2                   |
| ----------------------------------------------- | ------------------- | ----------------- | --------------------- | --------------------- |
| Parche patriota, Capona intercuartel y hombrera |                     |                   |                       |                       |

| Rango                                           | Sargento Mayor de 3ra | Sargento Primero | Sargento Segundo |
| Abreviación                                     | SM3                   | S/1              | S/2              |
| ----------------------------------------------- | --------------------- | ---------------- | ---------------- |
| parche Patriota, Capona intercuartel y hombrera |                       |                  |                  |

### Tropas Alistadas
| Tropas Alistadas           | Tropas Alistadas       | Tropas Alistadas | Tropas Alistadas | Tropas Alistadas |
| Rango                      | Soldado Raso           | Distinguido      | Cabo Segundo     | Cabo Primero     |
| Abreviación                | S                      | D                | C2               | C1               |
| -------------------------- | ---------------------- | ---------------- | ---------------- | ---------------- |
| Insignia y parche patriota | Sin Insignia ni parche |                  |                  |                  |

### Cadetes

#### Jerarquías de los Cadetes de laAcademia Militar
| Primer año | Distinción/Jineta |
| ---------- | ----------------- |
|            |                   |
|            |                   |
| Capona     | Distinguido       |

| Segundo año | Distinción/Jineta |
| ----------- | ----------------- |
|             |                   |
|             |                   |
| Capona      | Distinguido       |

| Tercer año | Distinción/Jineta | Distinción/Jineta | Distinción/Jineta | Distinción/Jineta |
| ---------- | ----------------- | ----------------- | ----------------- | ----------------- |
|            |                   |                   |                   |                   |
|            |                   |                   |                   |                   |
| Capona     | Brigadier         | Segundo brigadier | Primer brigadier  | Brigadier mayor   |

| Cuarto Año | Distinción/Presilla | Distinción/Presilla | Distinción/Presilla |
| ---------- | ------------------- | ------------------- | ------------------- |
|            |                     |                     |                     |
|            |                     |                     |                     |
| Capona     | Alférez             | Alférez auxiliar    | Alférez mayor       |

## Situación actual
En cuanto al equipamiento del Ejército Bolivariano, influenciado por el "veto a las compras militares" impuesto por el Gobierno de los Estados Unidos de América durante el gobierno de George W. Bush, se producen cambios significativos en relación con los proveedores tradicionales de armamento, donde la principal fuente de material bélico era Estados Unidos, y pasa a ser reemplazada por China y Rusia. El proceso de modernización emprendido en el Ejército incluye a su vez el mejoramiento de la capacidad de movilización de tropas y ataque, mediante la adquisición de helicópteros de transporte y artillados de fabricación rusa.
Los fusiles belgas FN FAL de 1952 han sido reemplazados por 100 000 fusiles rusos Kalashnikov AK-103. A la par de la adquisición de estos fusiles se negoció la licencia de producción en Venezuela de este modelo.
En agosto de 2007, el ejecutivo anunció la compra de 5000 rifles Dragunov para francotirador.
Es de resaltar el desarrollo del vehículo táctico de fabricación local denominado Tiuna, que sería el transporte ligero estándar de tropa, contando con hasta 9 modelos (entre ellos antitanque, antiaéreo, policía militar, etc). Entre otros avances bélicos, el Ejército venezolano presentó el fusil de precisión "Catatumbo", que varía de calibres como .50; 7.62, etc.
Para complementar los batallones blindados del Ejército se inició en mayo de 2011, cuando se recibieron los primeros 35 carros de combate T-72B1,  16 BMP-3, 32 BTR-80A;  24 lanzacohetes móviles BM-21 Grad y el obús autopropulsado 2S19 MSTA-S.  Hoy en día están en servicio 92 tanques T-72B1, 150 BTR-80A, 50 BM-21 Grad y más de 50 2S19 Msta-S en el Ejército.